# Paparazzo

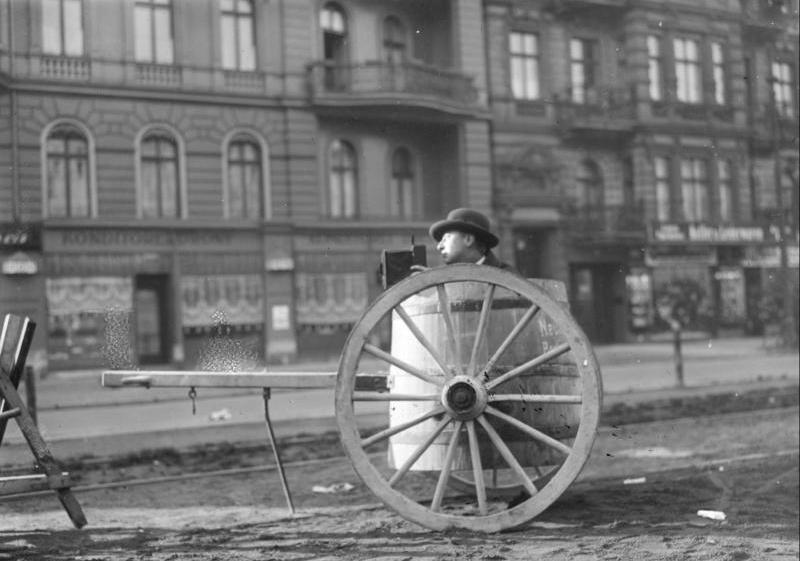
Die Bezeichnung Paparazzo gab es zwar um 1930 noch nicht, deren Methoden offensichtlich durchaus – ein Pressefotograf versteckt sich in einer Wassertonne

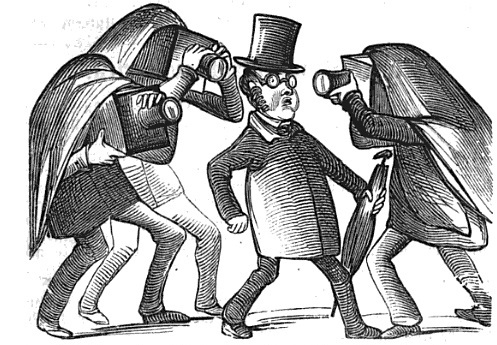
Der Münchner Punsch, 1861: Das Blatt karikiert unter dem Titel „Sie (gemeint sind die Fotografen) sollen mich nicht haben“ den öffentlichkeitsscheuen Charakter des Bismarck-Kontrahenten Georg von Vincke

Paparazzo (Plural Paparazzi) ist eine ursprünglich scherzhafte, heute jedoch übliche Bezeichnung für eine bestimmte Art von Pressefotografen, die Prominenten in oft unerwünschter Weise nachstellen.

## Bewertung
Paparazzi arbeiten meist für Boulevardmedien oder als Boulevardjournalisten. Ihr Beruf ist umstritten: Einerseits wird die Notwendigkeit der freien Berichterstattung, besonders über Prominente, im Zusammenhang mit der Pressefreiheit verteidigt. Andererseits wird die Arbeit der Paparazzi als „unrechtmäßiges Eindringen in Privatsphären“ betrachtet und als grundsätzlich unethisches Verhalten. Bernd Graff schrieb 2014 in der Süddeutschen Zeitung:

„Paparazzi-Fotos verdanken sich Grenzüberschreitungen und Kontrollverlusten, Tabubrüchen und Persönlichkeitsverletzungen – und einem eigentlich geächteten Voyeurismus.“

## Wortherkunft

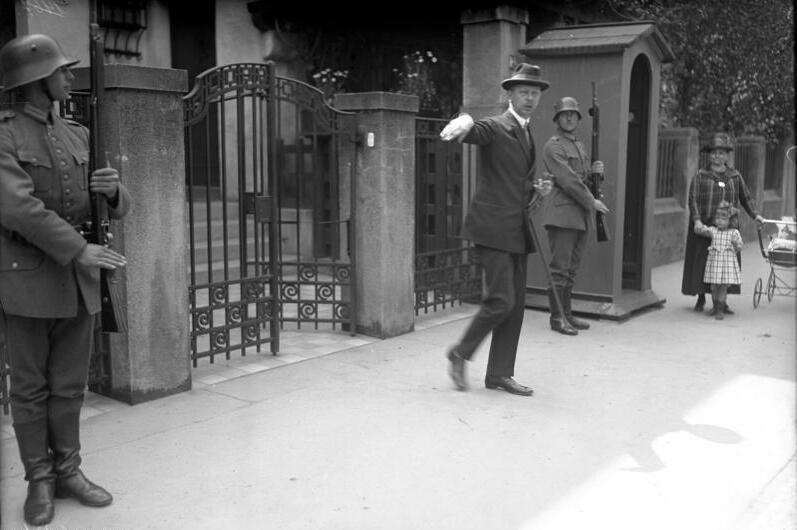
Abwehrende Handbewegung von Oskar von Hindenburg gegenüber einem Pressefotografen (1932)

Das Wort stammt vom Namen eines aufdringlichen Pressefotografen, den Walter Santesso im Film Das süße Leben von Federico Fellini aus dem Jahr 1960 verkörperte. Dessen Namensgeber wiederum war der Hotelbesitzer Coriolano Paparazzo aus Catanzaro, der im Reiseführer By the Ionian Sea von George Robert Gissing erwähnt wird. Fellini hatte das Buch während der Vorbereitung zu seinem Film gelesen und war von dem Namen fasziniert.
Scherzhafterweise könnte man, in Anspielung auf die italienische Grammatik, die weibliche Form von Paparazzo als Mamarazza bezeichnen. Dies ist offiziell kein orthografisch korrektes Wort, in der Öffentlichkeit bekannt und verwendet wurde es allerdings als Spitzname von Marianne Sayn-Wittgenstein-Sayn.
Als Joseph Ratzinger 2005 zum Papst gewählt wurde, entstand in Anspielung auf die Plural-Form das Wortspiel Papa Ratzi. In der Realität hat das mit der hier behandelten Thematik allerdings nichts zu tun.

## Gesetzliche Einschränkungen

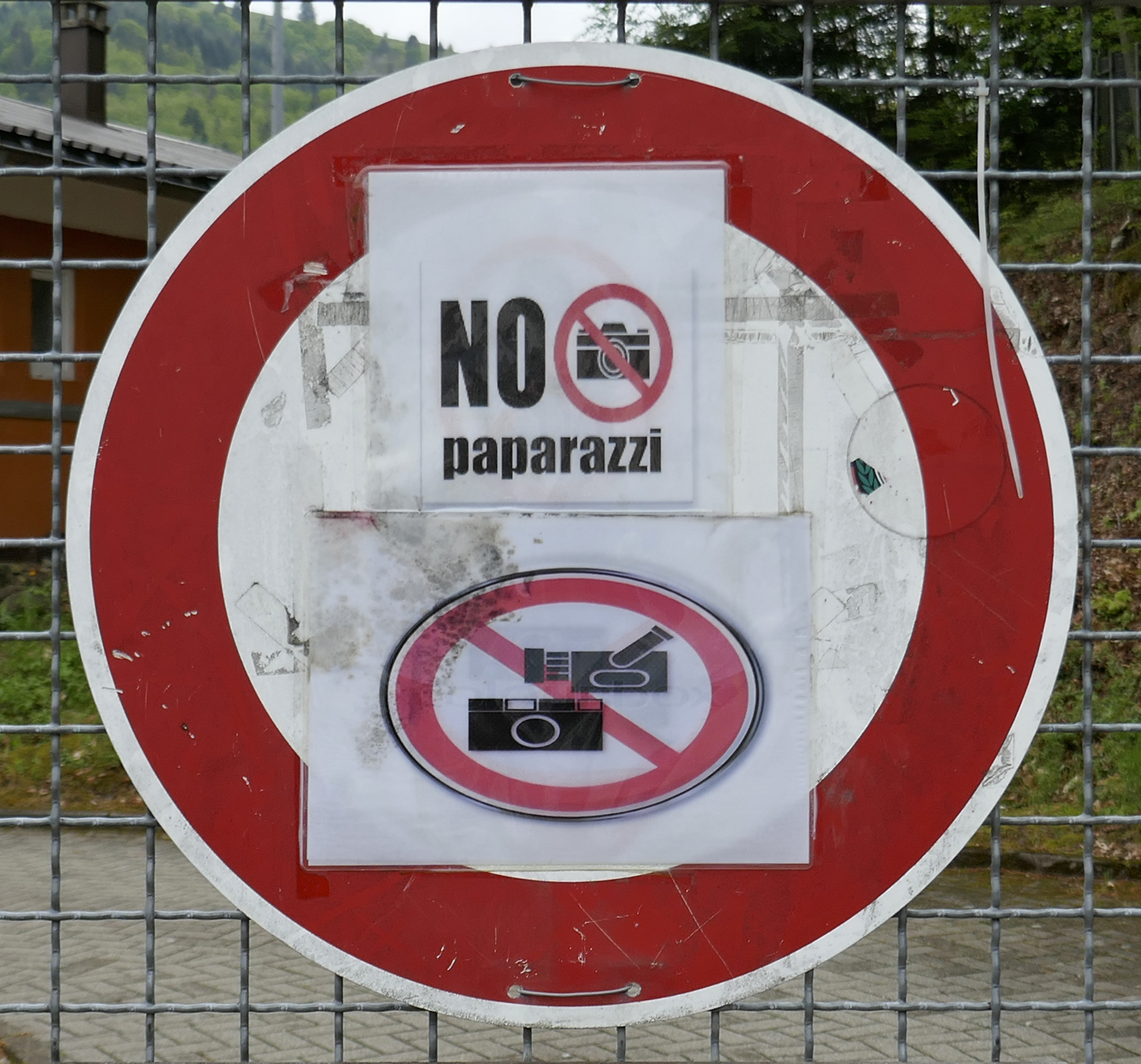
Verbotsschild No paparazzi

Auch Personen der Zeitgeschichte dürfen nicht jederzeit fotografiert werden (beispielsweise nicht im privaten Umfeld). So betonte etwa das „Caroline-Urteil“ 2004 des Europäischen Gerichtshofs für Menschenrechte die Schutzwürdigkeit jeglicher Privatsphäre und rügte damit die deutsche Rechtsprechung. Einige deutsche Medien kritisierten das Urteil als Einschränkung der Pressefreiheit und behaupteten, nun sei nur noch „Hofberichterstattung“ möglich.
In Kalifornien trat am 1. Januar 2006 ein Gesetz in Kraft, das die Möglichkeiten von Paparazzi stark einschränkt. Danach ist es verboten, Prominente im Auto zu verfolgen oder sie „einzukeilen“. Wer Unfälle verursacht oder handgreiflich wird, riskiert hohe Geldbußen. Der verklagte Fotograf muss beispielsweise entstandenen Schaden in dreifacher Höhe ersetzen und Fotohonorare herausgeben. Vorausgegangen waren Unfälle von Stars, u. a. Scarlett Johansson und Reese Witherspoon, die sich von Paparazzi verfolgt fühlten. Arnold Schwarzenegger, ehemaliger Schauspieler und selbst häufiges Fotoobjekt, unterzeichnete das Gesetz in seiner Amtszeit als Gouverneur von Kalifornien.

## Bekannte Paparazzi

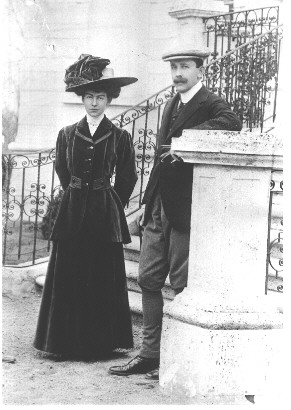
Der ungarische Graf und Millionenerbe László Széchenyi, 1908 mit seiner späteren Gemahlin Gladys Moore Vanderbilt

Aufsehenerregend waren die Umstände der Aufnahmen des am 30. Juli 1898 verstorbenen Otto von Bismarck. Einige Stunden nach seinem Ableben verschafften sich zwei Hamburger Fotografen, Willy Wilcke und Max Priester, widerrechtlich Zugang zum Sterbezimmer und machten eine Blitzlichtaufnahme des früheren Reichskanzlers. Dann versuchten sie, das Negativ meistbietend über Inserate in Berliner Zeitungen zu verkaufen. Der Höchstbietende bot den für damalige Zeiten ungewöhnlich hohen Betrag von 30.000 Reichsmark. Bismarcks Sohn Herbert gelang es durch Einschaltung von Polizei und Justiz, vor Veröffentlichung der Bilder die Fotoplatten beschlagnahmen zu lassen. Der erfolglose Coup endete für beide mit einer Gefängnisstrafe und dem wirtschaftlichen Ruin.
Eine der ersten dokumentierten Attacken, die sich gegen einen Paparazzo richtete und die auch ein gerichtliches Nachspiel zur Folge hatte, ereignete sich am 22. Januar 1908 in New York, als der ungarische Graf László Széchenyi den Fotografen Reilly, der eine Momentaufnahme seiner Begleiterin Miss Vanderbilt machen wollte, auf offener Straße durchprügelte.
Tazio Secchiaroli gilt als der erste Fotograf, der in den 1950er Jahren auf Jagd nach Prominenten in Rom ging. Er inspirierte Federico Fellini zur Figur des Paparazzo in Das süße Leben. Er wurde später u. a. als Leibfotograf von Sophia Loren bekannt.
Zwei der ersten und bekanntesten Paparazzi waren Felice Quinto (1929–2010) und Ron Galella (1931–2022). Bekannte deutsche Paparazzi sind u. a. Hans Paul und Willi Schneider.
Der ehemalige Berliner Boulevardjournalist und Paparazzo Christoph Seitz, der ebenfalls in Hollywood fotografiert hatte, gab seinen Job 1997 nach dem Unfalltod von Lady Diana auf und veröffentlichte das Buch Ich war ein Paparazzo.

## Rezeption in der Fotografie
Ausgelöst durch den Film Das süße Leben interessierte sich der Modefotograf Helmut Newton intensiv für das Phänomen Paparazzi. Bei einem Shooting für eine Modezeitschrift arbeitete Newton im Jahr 1970 in Rom mit praktizierenden Paparazzi zusammen, indem er diese als Statisten innerhalb seiner Modefotografien integrierte.
2008 wurde von der Helmut Newton Foundation im Museum für Fotografie in Berlin eine Ausstellung unter dem Titel Pigozzi and the Paparazzi gezeigt, die die Verbindungen von Newton zu bekannten Paparazzi thematisierte und Fotografien von Paparazzi ausstellte.
Zum Jahreswechsel 2011/12 wurde dem Paparazzo Ron Galella im C/O Berlin eine eigene Ausstellung gewidmet. Eine weitere Ausstellung war 2014 Paparazzi im Centre Pompidou Metz in Frankreich, danach mit dem Titel Paparazzi. Fotografen, Stars und Künstler, Kunsthalle Schirn, Frankfurt am Main.